# Wilhelm von Wylre (Politiker, 1539)
Wilhelm von Wylre (* 1539 in Aachen; † 5. August 1601 ebenda) war ein deutscher Schöffe und Bürgermeister der Reichsstadt Aachen.

## Leben und Wirken
Wilhelm von Wylre war der Sohn des Schöffen Diederich von Wylre (1498–1564) und Enkel von Wilhelm von Wylre sowie Neffe von Wolter von Wylre. Er wurde bereits zu Lebzeiten seines Vaters zum Schöffen gewählt, jedoch erst nach dessen Tod in den Schöffenstuhl aufgenommen. Von Wylre wurde zugleich in die Sternzunft aufgenommen, den Zusammenschluss der Schöffen, und später zu deren Greven gewählt. In den Jahren 1580 und 1581 gehörte er dem „Großen Rat“ der Stadt Aachen an, der unter anderem für das Allgemeinwesen zuständig war, über Leben und Tod richtete und die neuen Ratsmitglieder wählte.
Es war die Zeit, in der die Aachener Religionsunruhen ihren Höhepunkt erreicht hatten. Das Jahr 1581 war durch eine Doppelwahl gekennzeichnet, in deren Verlauf unter anderem der eigentlich zum Bürgermeister gewählte Katholik Albrecht Schrick, so wie viele andere katholische Ratsmitglieder, abgesetzt und aus der Stadt verwiesen wurden bzw. wie Wilhelm von Wylre die Stadt aus Protest in Richtung Jülich verließen. Zusammen mit Schrick kehrte von Wylre 1584 unter dem Schutz kaiserlicher Truppen nach Aachen zurück, wo er wieder an den Sitzungen des Rates teilnahm, der mittlerweile vorübergehend konfessionell ausgeglichen war. 1587 trat er der Sakramentsbruderschaft von St. Foillan bei und wurde 1590 zum weltlichen Schöffen am Sendgericht gewählt. Noch im gleichen Jahr beschwerte er sich zusammen mit seinen Schöffenkollegen des Sendgerichtes beim päpstlichen Nuntius in Köln über die Benachteiligungen der katholischen Bevölkerung in Aachen durch die erneute evangelische Ratsmehrheit, was zur Folge hatte, dass alle katholischen Sendschöffen erneut aus Aachen verbannt wurden.
Das Jahr 1597 war erneut ein Jahr mit einer Doppelwahl, bei der sowohl drei evangelische Ratsmitglieder von dem evangelischen Teil, als auch mit Wilhelm von Wylre und Egidius Valenzyn zwei im Jülicher Exil sich aufhaltende katholische Kandidaten von dem katholischen Teil der Bevölkerung in Abwesenheit zum Bürgermeister gewählt wurden, die ihr Amt jedoch nicht ausüben konnten. Erst als im Jahr 1598 die bereits 1593 von Kaiser Rudolf II. verhängte Reichsacht gegen die reformierten Kräfte endgültig durch kaiserliche Truppen vollzogen worden war, konnten die katholischen Exilanten nach Aachen zurückkehren. Nachdem Schrick als 1581 zwangsweise abgesetzter Bürgermeister zunächst den Vorrang bei der anschließenden Neubesetzung des Bürgermeisteramtes erhalten hatte, aber bereits wenige Wochen später im September 1598 verstorben war, wurde Wilhelm von Wylre nunmehr offiziell als dessen Nachfolger und als Entschädigung für die im Jahr zuvor nicht ausgeübte Amtszeit in das Amt gewählt. Anschließend war er noch maßgeblich bei den Verhandlungen zur Gründung des neuen „Gymnasium Marianum des Jesuitenordens“ beteiligt, die im September 1601 erfolgte.
Wilhelm von Wylre blieb unverheiratet und starb wenige Wochen vor der Gründung des Gymnasiums am 5. August 1601. Sein Tagebuch über seine Schöffenzeit mit dem Titel: „Etzliche observationes up dem Schöffengericht zu Aich“ befindet sich im Staatsarchiv Düsseldorf. Als Entschädigung für seine Verbannung wurden im Jahr 1602 den Erben 1.800 Reichstaler ausgezahlt.